# トーマス・レノン
トーマス・レノン（Thomas Lennon,  1970年8月9日 - ）は、アメリカ合衆国のコメディアン、俳優、脚本家、声優である。

## 来歴
1970年にイリノイ州オークパークで生まれる。アイルランド系の家庭だった。1988年に地元の高校を卒業し、ニューヨーク大学へ進学。在学中にニューヨークでコメディグループの「The New Group」へ所属。同グループはニューヨーク市内のバーやライブハウスなどで活動しており、後にグループ名を「The State」へ変更し、MTVの番組『You Wrote It, You Watch It』へ出演。1993年から同グループ名の番組が放送され、番組はCableACE Awardのベスト・コメディ賞にノミネートされた。後にレノンは他のメンバーらと共にコメディ専門のケーブルチャンネルコメディ・セントラルの『Viva Variety』へ出演。徐々に知名度と人気が上がって行ったことがきっかけで、レノン自身も様々なテレビや映画への出演チャンスを得た。
コメディセンスを活かしてコメディからドラマまで様々なジャンルに出演する一方、脚本家としての才能も発揮しており、ヴィン・ディーゼル主演のコメディ映画『キャプテン・ウルフ』やベン・スティラー主演の『ナイト・ミュージアム』などの映画に置いて、脚本家としてもクレジットされている。2013年にはThe State時代からの盟友でもあるベン・グラントと共にロブ・コードリー主演でコメディ映画『Hell Baby』を監督した。

### 私生活
現在は既婚で、1児の父親でもある。

## 出演作品

### 映画
- The State's 43rd Annual All-Star Halloween Special (1995) ※テレビ映画
- ストリート・オブ・エンジェル/ ニューヨークの天使 Row Your Boat (1999)
- メメント Memento (2000)
- クールボーダー Out Cold (2001)
- バナナ★トリップ Boat Trip (2002)
- オトコのキモチ♂ A Guy Thing (2003)
- 10日間で男を上手にフル方法 How to Lose a Guy in 10 Days (2003)
- ル・ディヴォース/パリに恋して Le divorce (2003)
- 銀河ヒッチハイク・ガイド The Hitchhiker's Guide to the Galaxy (2005) ※声の出演
- ハービー/機械じかけのキューピッド Herbie Fully Loaded (2005)
- カンバセーションズ Conversations with Other Women (2005)
- Bickford Shmeckler's Cool Ideas (2006)
- ポリス・バカデミー/ マイアミ危機連発！ Reno 911!: Miami (2007)
- 燃えよ!ピンポン Balls of Fury (2007)
- 幸せになるための10のバイブル The Ten (2007)
- ハンコック Hancock (2008)
- セブンティーン・アゲイン 17 Again (2009)
- 40男のバージンロード I Love You, Man (2009)
- ナイト ミュージアム2 Night at the Museum: Battle of the Smithsonian (2009) ※ノークレジット
- オフロでGO!!!!! タイムマシンはジェット式 Hot Tub Time Machine (2010) ※ノークレジット
- バッドトリップ! 消えたNO.1セールスマンと史上最悪の代理出張 Cedar Rapids (2011)
- バッド・ティーチャー Bad Teacher (2011)
- 運命の元カレ What's Your Number? (2011)
- ハロルド＆クマー クリスマスは大騒ぎ!? A Very Harold & Kumar 3D Christmas (2011)
- 恋愛だけじゃダメかしら? What to Expect When You're Expecting (2012)
- ダークナイト ライジング The Dark Knight Rises (2012)
- ヘル・ベイビー Hell Baby (2013) ※兼監督・脚本
- なんちゃって家族 We're the Millers (2013)
- エンド・オブ・ザ・アース Rapture-Palooza (2013)
- トランスフォーマー/ロストエイジ Transformers: Age of Extinction (2014)
- モンスタートラック Monster Trucks (2016)
- 15時17分、パリ行き The 15:17 to Paris　(2018)
- チェリー Cherry (2021)

### アニメ映画
- ティンカー・ベルと輝く羽の秘密 Secret of the Wings (2012)
- ミスター・ピーボディ＆シャーマン Mr. Peabody & Sherman (2014)

### テレビシリーズ
- フレンズ Friends (1999)
- Wainy Days (2007)
- The League (2009)
- Party Down (2010)
- メンフィス・ビート ～南部警察 人情派～ Memphis Beat (2011)
- チルドレンズホスピタル Childrens Hospital (2011)
- New Girl / ダサかわ女子と三銃士 New Girl (2012)
- ママと恋に落ちるまで How I Met Your Mother (2012)
- 23号室の小悪魔 Don't Trust the B---- in Apartment 23 (2012)
- リーガル・バディーズ フランクリン&バッシュ Franklin & Bash (2013)
- Key and Peele (2013)
- NTSF:SD:SUV:: NTSF:SD:SUV (2013)
- Sean Saves the World (2013 - 2014)
- Hot in Cleveland (2014)
- リーサル・ウェポン (2016) - レオ・ゲッツ

### テレビアニメ
- ヘラクレス Hercules (1998, 1999)
- ターザン The Legend of Tarzan (2001)
- キム・ポッシブル Kim Possible (2001)
- ブランディ アンド Mr.ウィスカーズ Brandy & Mr. Whiskers (2004, 2006)
- Bob's Burgers (2012, 2013)
- アーチャー Archer (2013, 2014)
- LEGO スター・ウォーズ/フリーメーカーの冒険 Lego Star Wars: The Freemaker Adventures (2016, 2017)
- ジェリーストーン! Jellystone! (2021-)

### 脚本参加作品
- TAXI NY Taxi NY (2004)
- キャプテン・ウルフ The Pacifier (2005)
- ハービー/機械じかけのキューピッド Herbie Fully Loaded (2005)
- プリズン・フリーク Let's Go to Prison (2006)
- ナイト・ミュージアム Night at the Museum (2006)
- 燃えよ!ピンポン Balls of Fury (2007)
- ナイト ミュージアム2 Night at the Museum: Battle of the Smithsonian (2009)
- Hell Baby (2013)
- ミスター・ピーボディ＆シャーマン Mr. Peabody & Sherman (2014) ※セリフ追加

### テレビ番組
- Aisle Six (1992)
- You Wrote It, You Watch It (1992)
- The State (1993 - 1995)
- A Friend of Dorothy (1994)
- Viva Variety (1997)
- Reno 911! (2003 - 2009)
- The Horrible Terrible Misadventures of David Atkins (2010)